# Antodynerus breviclypeus
Antodynerus breviclypeus (лат.) — вид одиночных ос рода Antodynerus из семейства Vespidae (Eumeninae).

## Распространение
Африка: ЮАР (Western Cape).

## Описание
Среднего размера осы с желтовато-оранжево-черной окраской тела, длина около 1 см. От других видов Antodynerus отличается следующим сочетанием признаков: наличник значительно шире своей длины, с парой приподнятых участков посередине, головные ямки помещены в глубокую небольшую ямку с приподнятым задним краем, ламелла переднеспинки полная и короткопластинчатая, щиток уплощенный и почти на одном уровне с мезоскутумом, дугообразный поперечный киль заднеспинки очень слабый, латеральные и нижние кили проподеума представлены в виде поверхностных складок, тергит T1 с отчетливым полупрозрачным апикальным краем, стернит S2 в вид сбоку более выпуклый в основании, без срединной борозды или вдавления, точки-пунктуры головы и мезосомы очень грубые и глубокие, промежутки между ними приподняты в неправильной и удлиненной сетке, точки-пунктуры метасомы гораздо более тонкие и редкие. Нижнечелюстные щупики 6-члениковые, нижнегубные щупики состоят из 4 сегментов.

## Таксономия и этимология
Вид был впервые описан в 2020 году в ходе ревизии, проведённой итальянским энтомологом Марко Селисом (Viterbo, Италия). Видовое название получил по признаку короткого клипеуса.